# Minister-president van het Brussels Hoofdstedelijk Gewest
In het Brussels Hoofdstedelijk Gewest wordt de voorzitter van de Brusselse Hoofdstedelijke Regering minister-president  genoemd. Deze functie bestaat sinds 1989.
De minister-president is naast voorzitter van de Brusselse Regering, ook die van het Verenigd College van de Gemeenschappelijke Gemeenschapscommissie, waar hij geen bevoegdheden kan hebben en slechts een raadgevende stem heeft, en ook van het college van de commissie van de taalgroep waartoe hij behoort, in de praktijk is dit dus altijd van het college van de Franse Gemeenschapscommissie, waar hij dan weer wel bevoegdheden kan hebben. Hij zetelt tevens in onder andere het Overlegcomité.
De voorganger van deze functie was de voorzitter van het Brusselse Agglomeratiecollege, die bestond van 1971 tot 1989. Dit werd gedurende heel die periode uitgeoefend door André Lagasse.
De huidige minister-president is Rudi Vervoort (PS). Hij legde op 18 juli 2019 de eed af.

## Aanstelling
Aangezien er geen staatshoofd beschikbaar is op het niveau van de gemeenschappen en gewesten, is de gewoonte gegroeid dat de leider van de grootste partij na de verkiezingen het initiatief neemt om een regering te vormen. Wanneer hij erin slaagt een regering te vormen, stelt hij het regeerakkoord voor aan het Brussels Hoofdstedelijk Parlement, dat vervolgens de ministers verkiest. Die ministers leggen vervolgens de eed af in handen van de parlementsvoorzitter.
De ministers duiden vervolgens een minister-president aan. Gewoonlijk is dit de formateur van die regering. Ook hij legt de eed af in het parlement, maar om in functie te zijn moet hij dit ook nog eens doen in handen van de Koning, als erkenning van het staatshoofd van de federatie.
De aanduiding en eedaflegging van de minister-president wordt vastgelegd in artikel 60, § 4 van de bijzondere wet tot hervorming der instellingen.

## Lijst
| Nr. | Naam | Naam                             | Partij | Partij | Begin mandaat    | Einde mandaat    | Regering(en) |
| --- | ---- | -------------------------------- | ------ | ------ | ---------------- | ---------------- | ------------ |
| 1   |      | Charles Picqué (1948)            |        | PS     | 12 juli 1989     | 14 juli 1999     | I, II        |
| 2   |      | Jacques Simonet (1963-2007)      |        | PRL    | 14 juli 1999     | 18 oktober 2000  | I            |
| 3   |      | François-Xavier de Donnea (1941) |        | PRL    | 18 oktober 2000  | 6 juni 2003      | I            |
| 4   |      | Daniel Ducarme (1954-2010)       |        | MR     | 6 juni 2003      | 18 februari 2004 | I            |
| (2) |      | Jacques Simonet (1963-2007)      |        | PRL    | 18 februari 2004 | 19 juli 2004     | II           |
| (1) |      | Charles Picqué (1948)            |        | PS     | 19 juli 2004     | 7 mei 2013       | III, IV      |
| 5   |      | Rudi Vervoort (1958)             |        | PS     | 7 mei 2013       | heden            | I, II, III   |